# Sueños dorados (película)
Sueños dorados (cuyo título original en italiano es Sogni d'oro) es una película de 1981 escrita, dirigida y protagonizada por Nanni Moretti .

## Trama
Michele Apicella es un joven director romano frustrado por la incomprensión de su obra. Actualmente está terminando de rodar su tercera película, una obra sobre Sigmund Freud. A Apicella le siguen dos hermanos llegados a Roma desde otras partes de la provincia, que se ofrecen a actuar como ayudantes voluntarios para aprender el oficio. Mientras Apicella continúa laboriosamente el rodaje de su película, su inseguridad le lleva a tener terribles pesadillas, en las que persigue a una hermosa chica llamada Silvia y, cada vez más carcomido por el gusano de los celos, acaba convirtiéndose en un  hombre lobo .

## Crítica
La película fue galardonada con el León de Plata en el  Festival de Cine de Venecia en 1981. El reconocimiento fue recibido en el ambiente cinematográfico con cierta disidencia. La película fue reprochada por la presunción exasperada del carácter autobiográfico de Moretti y el peligroso acercamiento al modelo 8½ de  Fellini . En L'Europeo del mismo año, a Sergio Leone se le atribuye la siguiente afirmación:«Fellini 8 1/2 me interesa, Moretti 1 1/4 no». 
En vano fueron los repetidos intentos de Moretti de refutar la reinterpretación de su película como una obra sobre los tormentos de un artista en crisis creativa o sobre el propio cine. Paolo Mereghetti escribió: "Una película sobre una película dentro de una película"... Autobiografía surrealista... una inteligencia neurótica e irreverente... dirección discontinua, a menudo inadecuada y obsesivamente narcisista... [Viendo la película] uno duda de que [Moretti] sea en realidad un gran crítico que ha fracasado. 

## Taquilla
Sueños dorados ocupó el sexagésimo segundo lugar entre las películas más taquilleras de la temporada 1981-1982. 

## Premios
- 1981 - Festival de Cine de Venecia
  - León de Plata a Nanni Moretti
  - Nominación al León de Oro para Nanni Moretti
- 1982 - David de Donatello
  - Nominación a Mejor Actriz de Reparto por Piera Degli Esposti
  - Nominación al Mejor Montaje para Roberto Perpignani